# Прескотт, Эдвард
Эдвард Пре́скотт (англ. Edward C. Prescott; 26 декабря 1940[…], Гленс-Фолс, Нью-Йорк — 6 ноября 2022[…], Парадайс-Валли) — американский экономист, лауреат Нобелевской премии 2004 г. «за вклад в динамическую макроэкономику: согласованность во времени экономической политики и деловых циклов».

## Биография
Получил в Суортмор-колледже степень бакалавра математики (1962), в Западном резервном университете Кейза — магистра в области исследования операций (1963), в Университете Карнеги — Меллона — доктора экономики (1967). В то же время начал преподавать в Пенсильванском университете.
Профессор университета Аризоны. Входил в редакционный совет журнала Economic Theory. Президент Общества экономической динамики (1992—95).
Член Национальной академии наук США (2008).

## Награды
- 2004 — Нобелевская премия по экономике
- 2012 — Юбилейная золотая медаль Азербайджанского государственного экономического университета[9]
- 2012 — Диплом и почётный доктор Азербайджанского государственного экономического университета[9]

## Общественная деятельность
В 2016 году подписал письмо с призывом к Greenpeace, Организации Объединённых Наций и правительствам всего мира прекратить борьбу с генетически модифицированными организмами (ГМО).